# Etnocràcia
Etnocràcia és una forma de govern en la qual l'ètnia pren preeminència sobre el demos en la presa de decisions i organització de la societat, i en la qual els representants d'un particular grup ètnic retenen un nombre de llocs de poder social i polític superior al percentatge de població que aquest grup representa, amb l'objectiu d'usar-los per avançar la seva posició en detriment d'uns altres.
Les etnocràcies són el resultat i l'objectiu de l'etnonacionalisme o nacionalisme ètnic, i han estat diferenciades de les democràcies ètniques en el grau de coacció que exerceix la comunitat dominant, o s'han contraposat a les democràcies liberals, on la pertinença ètnica no representa un motiu polític.
En una etnocràcia, els grups ètnics minoritaris són sistemàticament discriminats per l'Estat, i podrien ser objecte d'intimidació, coerció, o de violacions dels drets humans, a les mans dels òrgans de poder.
Una etnocràcia també podria atorgar els seus drets de ciutadania sobre la base de la filiació ètnica al grup, filiació definida en termes de raça, llinatge, religió o llengua, com a principis fonamentals de pertinença.
Generalment, la raó de ser d'un govern etnocràtic és assegurar els instruments essencials de poder a les mans d'una comunitat específica. Tota una altra consideració respecte a la distribució del poder estaria subordinada a aquesta intenció original. Les etnocràcies estan generalment considerades no-democràtiques en la seva naturalesa.
Les etnocràcies es caracteritzen pel seu control del sistema —legal, institucional, cultural i econòmic— i de tots aquells instruments considerats necessaris per assegurar el domini d'un grup ètnic determinat sobre els altres. El grau de discriminació del sistema pot variar enormement, en funció del pes demogràfic del grup dominant: si el grup dominant és una majoria o està proper a ella, la repressió per mantenir l'statu quo serà menor que si es tracta d'una clara minoria (per exemple, un 20% de la població total).
Una altra possibilitat pot donar-se quan la participació democràtica està únicament reservada a una part privilegiada de la població, i no és oferta a la resta de grups (com en el cas de l'antic Apartheid a Àfrica del Sud).
Han estat descrits com a etnocràcies diferents països, com Àfrica del Sud, Bèlgica, Estònia i Letònia, Israel, Malàisia, Sèrbia i Uganda.
L'estat espanyol es pot considerar una etnocràcia castellana. La presència de catalans ètnics al nucli de l'estat (exèrcit, diplomàcia, judicatura, executiu) és molt inferior a la seva proporció poblacional  Arxivat 2022-02-27 a Wayback Machine.. Històricament, l'estat espanyol ha seguit una política de castellanització i assimilació ètnica i cultural enfront de la resta de pobles sota el seu domini.